# Rejon kliczewski
Rejon kliczewski (rejon kliczowski; biał. Клічаўскі раён) – rejon w centralnej Białorusi, w obwodzie mohylewskim. Leży na terenie dawnego powiatu bobrujskiego.